# توماس هايز
توماس هايز (بالنرويجية البوكمول: Thomas Hayes)‏ (ولد في 7 مارس 1996 في أسكر مقاطعة آكرشوس) هو ممثل نرويجي. اشتهر في خريف عام 2015 بعد أن أدى الدور الرئيسي في المسلسل الشبابي «سكام» (عار) بشخصية وليام ماجنوسون حبيب نورا التي أدت شخصيتها الممثلة جوزفين فريدا بيترسين على قناة أن أر كا.

## الأعمال

### المسلسلات
- 2018 : إنه ليس وليام (مسلسل)
- 2017 : إلفن (مسلسل تلفزيوني)
- 2015 – 2017 : عار (مسلسل نرويجي) : وليام ماجنوسون

### فيلم قصير
- 2017 : لعنة الحفريات